# Loch Gilp
Le loch Gilp (gaélique écossais : Loch Gilb) est un petit grau sur le loch Fyne, qui donne son nom à Lochgilphead. Le canal de Crinan s'étend du loch jusqu'à Crinan.